# Bing Xin
Bing Xin, pseudònim de Xie Wanying, (xinès simplificat: 谢婉莹, pinyin: Xiè Wǎnyíng; Fuzhou, Fujian, 5 d'octubre de 1900 — Beijing, 28 de febrer de 1999), fou una poetessa i novel·lista xinesa del segle xx. Les seves novel·les tracten sobre l'alliberament de les dones xineses en un món hostil. La seva poesia s'entronca amb la poesia clàssica xinesa de les dinasties Han i Song.

## Biografia
Bing Xin va néixer a Fuzhou, Fujian, però es va traslladar a Xangai amb la seva família quan tenia set mesos, i més tard es va traslladar novament a la ciutat portuària costanera de Yantai, Shandong, quan tenia quatre anys. Aquesta mesura va tenir una influència crucial en la personalitat i la filosofia d'amor i bellesa de Bing Xin, ja que la immensitat i la bellesa del mar es van expandir i van perfeccionar la ment i el cor de la jove Bing Xin. També a Yantai Bing Xin va començar a llegir els clàssics de la literatura xinesa, com ara el Romanç dels tres regnes i el Marge de l'aigua, quan ella tenia set anys.
El 1913, Bing Xin es va traslladar a Pequín. El Moviment del quatre de maig el 1919 va inspirar i va elevar el patriotisme de Bing Xin a nous nivells, començant la seva carrera com a escriptora mentre escrivia per a un diari escolar a la Universitat Yanjing, on es va matricular com a estudiant i va publicar la seva primera novel·la. Bing Xin es va graduar de la Universitat Yanjing el 1923 amb una llicenciatura i se'n va anar als Estats Units per estudiar a la Wellesley College, on va obtenir un màster en literatura a Wellesley el 1926. Després va tornar a la Universitat Yanjing per ensenyar fins al 1936.
El 1929 es va casar amb Wu Wenzao, un antropòleg i el seu bon amic quan estudiaven als Estats Units. Junts, Bing Xin i el seu marit van visitar diferents cercles intel·lectuals de tot el món, comunicant-se amb altres intel·lectuals com Virginia Woolf.
El 1940, Bing Xin va ser elegida membre del Senat nacional.
Més tard, durant la seva vida, Bing Xin va ensenyar al Japó durant un curt període i va estimular més comunicacions culturals entre la Xina i les altres parts del món com a escriptora xinesa. A la literatura, Bing Xin va fundar l'"estil Bing Xin" com un nou estil literari. Va contribuir molt a la literatura infantil a la Xina (fins i tot els seus escrits van ser incorporats als llibres de text infantils) i també van realitzar diverses tasques de traducció, incloent-hi la traducció de les obres de la figura literària índia Rabindranath Tagore.
La carrera literària de Bing Xin va ser prolífica i productiva. Va escriure una àmplia gamma d'obres: prosa, poesia, novel·les, reflexions, etc. La seva carrera va durar més de set dècades, des de 1919 fins a la dècada de 1990.
El 1998 va guanyar el Premi Lu Xun de Literatura en la categoria d'Assaig.

## Llegat
- Hi ha un museu de la literatura de Bing Xin a Changle a la província de Fujian.[4]
- El Premi de literatura infantil Bing Xin (冰心兒童文學新作獎) porta el seu nom. La seva filla Wu Qing continua involucrada amb el premi.[5][6][7]

## Obres seleccionades
- Jimo (寂寞, Solitud) (1922)
- Chaoren (超人, Superman) (1923)
- Fanxing (繁星, Estels) (1923)
- Chunshui (春水, Aigua de Primavera) (1923)
- Liu yi jie (六一姐,6-1 Germanes) (1924)
- Ji xiao duzhe (寄小读者, Als joves lectors) (1926)
- Nangui (南归, Retorn al sud) (1931)
- Bingxin Quanji (冰心全集, Antologia de Bingxin) (1932–1933)
- Yinghua zan (樱花赞, Lloança a la flor del cirerer)
- Wo men zheli meiyou dongtian (我们这里没有冬天, Aquí no tenim hivern) (1974)
- Wo de guxiang (我的故乡, Casa meva) (1983)
- Guanyu nuren (关于女人, Sobre les dones) (1999)